# یواس‌اس فیلادلفیا (سی-۴)
یواس‌اس فیلادلفیا (سی-۴) (به انگلیسی: USS Philadelphia (C-4)) یک کشتی بود که طول آن ۳۳۵ فوت (۱۰۲ متر) بود. این کشتی در سال ۱۸۸۹ ساخته شد.